# Crossing
Crossing (lit. ‘travessa, transició’; georgià: გადასვლა, turc: Geçiş, suec: Passage) és una pel·lícula dramàtica del 2024 dirigida per Levan Akin. Es va estrenar al 74è Festival Internacional de Cinema de Berlín. S'ha subtitulat al català.

## Sinopsi
La Lia, una professora jubilada que viu a la població georgiana de Batumi, s'embarca en un viatge a Istanbul per a trobar la seva neboda Tekla, que va ser expulsada de casa fa anys en sortir de l'armari com a dona trans. Segons s'explica, aquest és l'últim desig de la difunta germana de la Lia. L'acompanya en el trajecte un noi del barri anomenat Achi, que no ha estat mai fora del país i que li assegura que sap la ubicació aproximada de la seva neboda. Així doncs, es dirigeixen a la gran ciutat turca, on creuen que podria ser la Tekla (concretament a una àrea habitada per prostitutes) i on també hi ha una advocada trans, l'Evrim, que lluita en defensa dels drets de les persones trans, amb qui els protagonistes de la cerca s'alien posteriorment.

## Repartiment
- Mzia Arabuli com a Lia
- Lucas Kankava com a Achi
- Deniz Dumanlı com a Evrim
- Nino Karchava com a Ruso
- Levan Bochorishvili com a Zaza
- Nino Tedoradze com a Nona
- Giga Shavadze com a Giga
- Bunyamin Deger com a Izzet

## Producció
La pel·lícula va ser guionada i dirigida pel suec-georgià Levan Akin, i la producció va ser encapçalada per Mathilde Dedye de French Quarter Film. D'altra banda, Lisabi Fridell en va ser la directora de fotografia i Emma Lagrelius va muntar-la juntament amb el mateix Akin.
L'existència de la pel·lícula es va anunciar prematurament el juliol del 2020, quan encara no s'havia acabat de guionar, sota el títol Passage. El gener del 2023, es va saber que la direcció de fotografia havia conclòs a Istanbul. Finalment, es va triar Crossing com el títol internacional en anglès, que recordava al del documental del 2005 Crossing the Bridge: The Sound of Istanbul (turc: İstanbul Hatırası: Köprüyü Geçmek), dirigit pel turc Fatih Akin.
És una coproducció de cinc països: França, Dinamarca, Suècia, Geòrgia i Turquia. Les productores al darrere són les franceses French Quarter Film i Easy Riders Films, la georgiana 1991 Productions, la danesa Adomeit Film, la turca Bir Film i les sueques RMV Film i Sveriges Television. Així mateix, va ser cofinançada per l'Institut Suec del Cinema per decisió de la comissionada Hanna Lejonqvist, i va rebre el suport d'Eurimages, Nordisk Film & TV Fond i el Konstnärsnämnden, entre d'altres.

## Distribució
Es va estrenar el 15 de febrer del 2024 a la ciutat de Berlín, durant el 74è Festival Internacional de Cinema de Berlín, com a pel·lícula inaugural de la secció «Panorama». També va ser projectada a Istanbul mateix l'abril del 2024, en la 43a edició del Festival Internacional de Cinema d'Istanbul, en una sessió en què va assistir el director, i el mateix any al 58è Festival Internacional de Cinema de Karlovy Vary i el 14è D'A Film Festival Barcelona.
Més endavant, el 22 de març del mateix any, es va estrenar a les sales de cinema de Suècia, distribuïda al país nòrdic per TriArt Film. D'altra banda, Mubi va comprar-ne els drets de distribució al Regne Unit, Alemanya, Amèrica del Nord i Llatinoamèrica, mentre que a Txèquia en va disposar Artcam Films. En general, la pel·lícula va ser comercialitzada al món per Totem Films.

## Recepció

### Crítica professional
A la web de ressenyes Rotten Tomatoes, el 97 % de 61 crítiques van ser positives i li van donar una puntuació mitjana de 8/10. La ressenya consensuada comunitàriament diu així: «El tercer llargmetratge d'Akin, humanitari i empàtic, és un retrat ple d'emoció de com es poden arribar a superar els graus de separació que ens divideixen». D'altra banda, el lloc web Metacritic, que funciona amb mitjana aritmètica, va assignar-li un 83/100 basant-se en 17 ressenyes, cosa que la converteix en una pel·lícula «ovacionada».
Pel que fa a la premsa cinematogràfica, Marta Balaga de Cineuropa va lloar la direcció de Levan Akin afirmant que, en contraposició a la majoria de pel·lícules que recorren els festivals, que «solen optar per la violència i la desesperació» per a obtenir el reconeixement del jurat, aquesta pren un altre camí i és «exactament el que ens cal ara». En canvi, Desirée de Fez d'El Periódico en va destacar que Istanbul constitueix un personatge més de la història, més enllà de ser-ne l'escenari, i va concloure que «Akin firma un exercici de realisme cinematogràfic tan commovedor com punxant i crític amb un món que pot arribar a ser molt hostil». Per la seva banda, Ryan Lattanzio d'IndieWire va comparar les dues protagonistes femenines amb l'actriu italiana Anna Magnani i va assegurar que, tot i que la pel·lícula «es recolza en la relació central entre la Lia i l'Achi, […] encara millora quan la lent s'eixampla i es fixa en els oblidats d'Istanbul i, per tant, del món».

### Nominacions i premis
| Any  | Premi                                          | Categoria                                          | Receptor(s) | Resultat  | Ref.   |
| ---- | ---------------------------------------------- | -------------------------------------------------- | ----------- | --------- | ------ |
| 2024 | Zinegoak                                       | Millor llargmetratge de ficció                     | Geçiş       | Guanyador | [ 20 ] |
| 2024 | Festival Internacional de Cinema de Berlín     | Premi Teddy (premi del jurat)                      | Levan Akin  | Guanyador | [ 21 ] |
| 2024 | Festival Internacional de Cinema a Guadalajara | Premi Maguey (premi especial del jurat)            | Geçiş       | Guanyador | [ 22 ] |
| 2024 | Festival Arte Mare                             | Gran premi Arte Mare 2024                          | Geçiş       | Guanyador | [ 23 ] |
| 2024 | Chéries-Chéris                                 | Millor pel·lícula                                  | Geçiş       | Pendent   | [ 24 ] |
| 2024 | Festival de Cinema LGBT de Sofia               | Premi del públic                                   | Geçiş       | Guanyador | [ 25 ] |
| 2024 | Festival de Cinema LGBTQIA+ Sunny Bunny        | Premi del Sindicat de Crítics del Cinema d'Ucraïna | Geçiş       | Guanyador | [ 25 ] |